# Meryl Streep
Meryl Streep, all'anagrafe Mary Louise Streep (Summit, 22 giugno 1949), è un'attrice e cantante statunitense.
Acclamata dalla critica sin dai suoi esordi negli anni settanta e in grado di spaziare tra generi cinematografici diversi, Meryl Streep è riconosciuta come una delle migliori attrici della storia del cinema e detiene il record di candidature ai premi Oscar nelle categorie riservate alla recitazione (nel suo caso, miglior attrice e miglior attrice non protagonista), pari a un totale di 21 nomination. Ha vinto il premio per tre volte, una come migliore attrice non protagonista, per Kramer contro Kramer (1979), e due come migliore attrice protagonista, per La scelta di Sophie (1982) e per The Iron Lady (2011), divenendo quindi, assieme a Ingrid Bergman e
Frances McDormand, la seconda donna con più premi per la recitazione nella storia degli Oscar, preceduta dalla sola Katharine Hepburn (che ne vinse quattro). È inoltre l'unica attrice ad essere stata nominata ai premi Oscar per film prodotti in cinque decenni diversi (anni settanta, ottanta, novanta, duemila e duemiladieci) e una delle sole sette interpreti (insieme a Helen Hayes, Ingrid Bergman, Maggie Smith, Jessica Lange, Cate Blanchett e Renée Zellweger) che hanno vinto il premio Oscar sia come migliore attrice sia come migliore attrice non protagonista.
Detiene il record di 33 candidature ai Golden Globe, e di 9 vittorie (di cui uno alla carriera). Ha ricevuto il premio AFI Life Achievement nel 2004, il Kennedy Center Honor nel 2011 e il Golden Globe alla carriera nel 2017 per il suo contributo alla cultura americana attraverso le arti dello spettacolo.

## Biografia

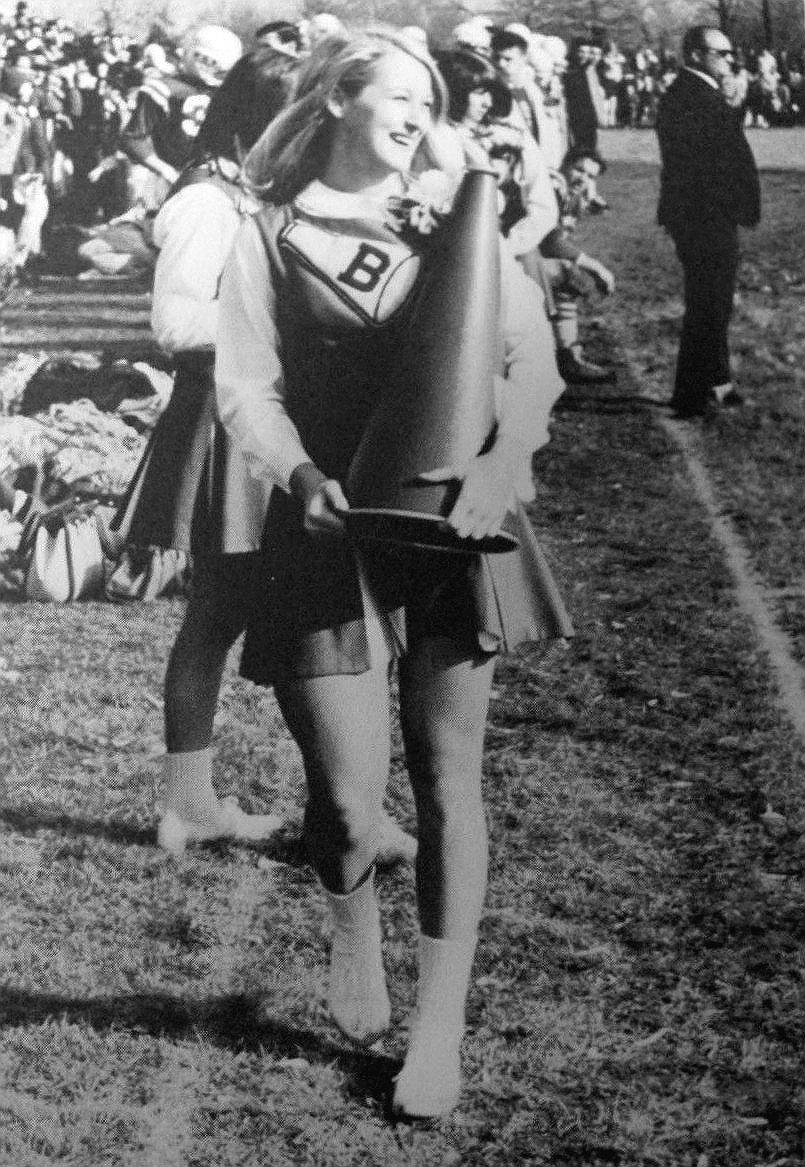
Una giovane Meryl Streep cheerleader nel 1966

Mary Louise Streep nasce il 22 giugno 1949 a Summit, New Jersey. Figlia di Mary Wilkinson Streep (1915-2001), artista ed editrice, e di Harry William Streep Jr. (1910-2003), dirigente farmaceutico. Ha due fratelli più giovani: Harry William Streep III (nato nel 1951) e Dana David Streep (nato nel 1953).
Suo padre era di origine tedesco-svizzera; la sua discendenza risaliva a Loffenau, da dove il trisavolo di Meryl Streep, Gottfried Streeb, emigrò negli Stati Uniti e dove uno dei suoi antenati era sindaco (il cognome fu poi cambiato in "Streep"). Un'altra linea di discendenza della famiglia di suo padre era di Giswil. Sua madre aveva origini britannico-tedesco-irlandesi. Alcuni degli antenati materni della Streep vivevano in Pennsylvania e Rhode Island, e discendevano da immigrati inglesi del XVII secolo. I suoi trisavoli materni, Manus McFadden e Grace Strain, erano nativi del distretto di Horn Head di Dunfanaghy in Irlanda.
Streep è cresciuta a Basking Ridge, New Jersey, ed ha frequentato la Cedar Hill Elementary School e l'Oak Street School. Nel 1963 la famiglia si trasferisce a Bernardsville, sempre nel New Jersey, dove Streep frequenta la Bernards High School. A 12 anni viene selezionata per cantare nella recita scolastica e, quindi, inizia a prendere lezioni di canto da Estelle Liebling. Smetterà quattro anni dopo per mancanza di passione e per diventare cheerleader nelle Bernards High School Mountaineers. Nonostante Streep sia apparsa in numerose rappresentazioni teatrali durante la scuola, non si interessa seriamente alla recitazione fino alla recita La signorina Julie nel 1969 al Vassar College. Il suo professore universitario Clinton J. Atkinson dichiarò: "Non penso che nessuno abbia insegnato a Meryl a recitare. Se lo è insegnato da sola." Nel 1971 riceve il Bachelor of Arts cum laude in dramma, prima di iscriversi alla Yale Drama School.
Per pagarsi il college a Yale, Streep lavora come cameriera, dattilografa e appare in dozzine di produzioni teatrali l'anno, fino al punto di essere così oberata di lavoro che le vennero delle ulcere. In quel periodo contempla l'idea di lasciare la recitazione e iscriversi a legge. Nel 1975 riceve il Master of Fine Arts.

### Anni settanta

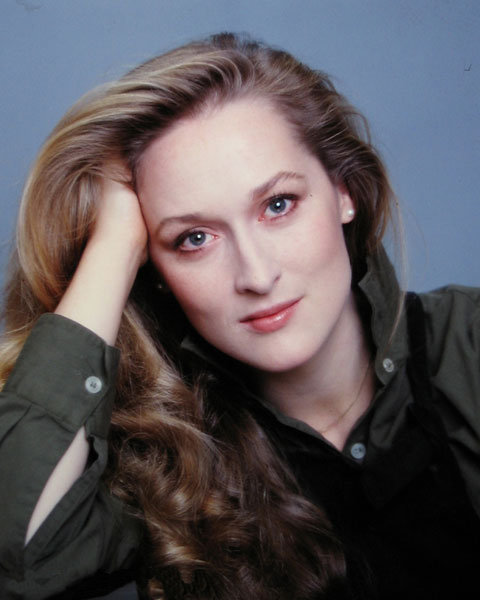
Meryl Streep nel 1979

Subito dopo la laurea a Yale nel 1975, Streep lavora presso la Eugene O'Neill Theater Center's National Playwrights Conference, dove appare in cinque recite teatrali nel giro di sei settimane. Lo stesso anno si trasferisce a New York e qui appare nelle rappresentazioni teatrali del New York Shakespeare Festival: Enrico V, La bisbetica domata con Raúl Juliá e Misura per misura accanto a Sam Waterston e John Cazale. Proprio qui incontra Cazale, con cui avrà una relazione fino alla sua prematura morte nel 1978.
Nel 1976 la visione del film Taxi Driver e in particolare la performance di Robert De Niro ha un profondo impatto sull'attrice, prima disinteressata all'industria cinematografica. Streep inizia quindi a fare audizioni per diversi film, tra cui quella per il ruolo da protagonista per King Kong prodotto da Dino De Laurentiis. De Laurentiis, davanti a Streep e rivolgendosi al figlio, in italiano commentò "Che brutta! Perché me l'hai portata?". Streep, capendo l'italiano, rispose in inglese: "Mi dispiace non essere bella abbastanza per il tuo film, ma la tua è solo un'opinione tra tante e ora vado a trovarne una più gentile".
Streep continua a lavorare a Broadway nelle produzioni di Tennessee Williams, 27 Wagons Full of Cotton, e di Arthur Miller, A Memory of Two Mondays, per cui riceve una candidatura al Tony Award come miglior attrice non protagonista in un'opera teatrale nel 1976.
L'esordio cinematografico avviene nel 1977 con Giulia di Fred Zinnemann, dove interpreta una comparsa. È l'anno successivo che si impone all'attenzione generale, recitando per la prima volta accanto a Robert De Niro, Christopher Walken e al fidanzato John Cazale ne Il cacciatore di Michael Cimino: al secondo film ottiene infatti la prima candidatura all'Oscar come migliore attrice non protagonista.
Nel 1978 interpreta Inga Helms Weiss, una donna tedesca sposata con un artista ebreo nell'era nazista della Germania, nella miniserie televisiva Olocausto. Le riprese della serie si tennero in Germania e in Austria, mentre Cazale restò a New York. Dopo il suo ritorno l'attrice scoprì che la malattia era progredita notevolmente e gli restò accanto fino alla sua morte il 12 marzo 1978. Nel frattempo, la serie, con un pubblico stimato di 109 milioni, ebbe un notevole successo e Streep venne ricompensata con un Emmy come miglior attrice protagonista in una miniserie.
Sperando di svagarsi dal lutto per la morte di Cazale, Streep accetta il ruolo in La seduzione del potere di Jerry Schatzberg come il giovane nuovo interesse romantico del protagonista, Alan Alda, e compare in un ruolo secondario in Manhattan di Woody Allen, nel ruolo di Jill. Nel film drammatico Kramer contro Kramer, Streep recita accanto a Dustin Hoffman nel ruolo di donna infelice che abbandona il marito e affronta una crisi coniugale che sfocia in una pesante battaglia giudiziaria per l'affidamento del figlio. All'inizio l'attrice non approvò il ruolo perché ritraeva le donne come "troppo perfide" e non le rappresentava in modo reale. Gli autori, d'accordo con lei, revisionarono la sceneggiatura. Riscrisse lei stessa alcuni dialoghi nelle scene chiave del film e frequentò l'Upper East Side, dove sarebbe stato girato il film, per osservare le interazioni tra madri e figli del quartiere. Per Kramer contro Kramer, Streep vince sia il Golden Globe che l'Oscar alla miglior attrice non protagonista, che notoriamente dimenticò nei bagni subito dopo aver fatto il discorso di accettazione.
Kramer contro Kramer e Il cacciatore furono dei successi al botteghino ed entrambi vinsero l'Oscar al miglior film.

### Anni ottanta
Il primo ruolo da protagonista arriva con La donna del tenente francese nel 1981. La pellicola affianca Streep a Jeremy Irons per raccontare sia la storia di due attori contemporanei sia la storia di un amore ambientato in epoca vittoriana. Per il film Streep ha lavorato per perfezionare il suo accento britannico. Un articolo del New York Magazine la elogiava per la sua dote camaleontica e per essere disposta ad interpretare qualsiasi ruolo. A Streep è stato assegnato il BAFTA alla migliore attrice protagonista.

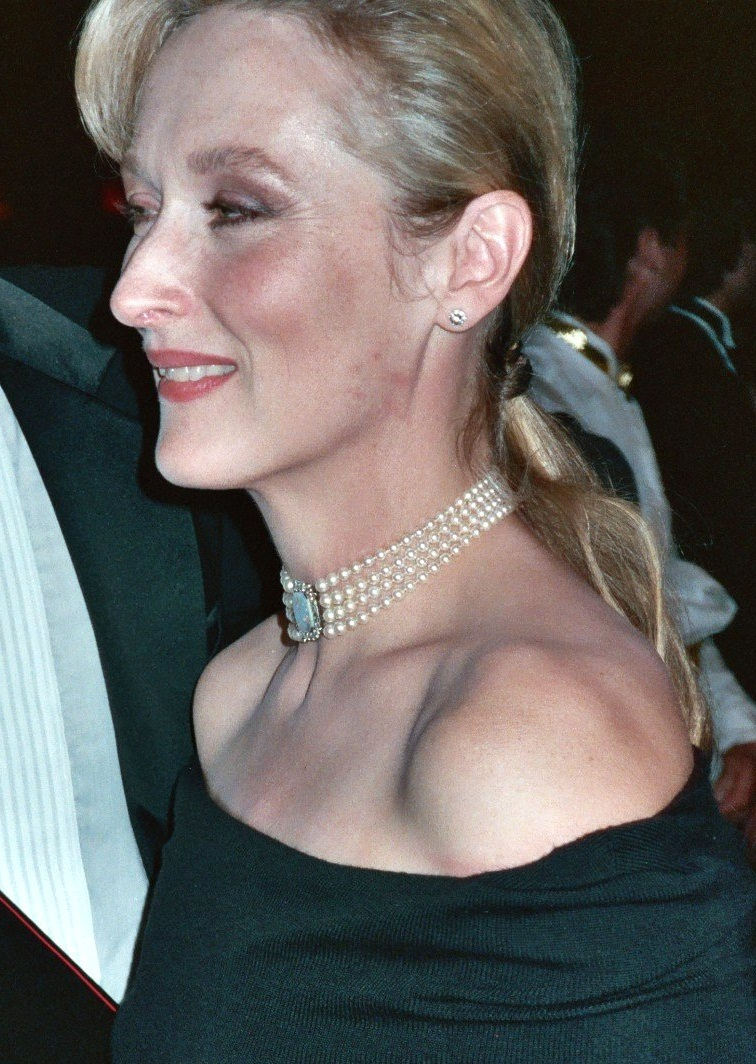
Meryl Streep ai Premi Oscar 1989

Nel 1982 si riunisce con il regista Robert Benton per il thriller psicologico Una lama nel buio. Lo stesso anno ottiene un grande successo con La scelta di Sophie di Alan J. Pakula, in cui è una donna polacca segnata dalla scelta che è stata costretta a compiere quando era internata in un lager. Streep filmò la "scena della scelta" in un ciak solo e rifiutò di ripeterla, trovando la scena estremamente dolorosa ed emozionalmente estenuante; in questa scena, a Streep viene chiesto da un soldato delle SS quale dei suoi due figli vuole salvare dalla camera a gas. Secondo il Guardian, in un articolo del 2006, questa è diventata una delle scene più famose dell'attrice. Il ruolo le consegna il secondo Oscar, il primo come migliore attrice.
Nel 1983 interpreta Karen Silkwood, un'attivista sindacale americana morta in un sospetto incidente stradale nel 1974, mentre investigava sulle irregolarità nella sicurezza dell'impianto nucleare della società di Kerr-McGee in Silkwood di Mike Nichols. Streep si sentiva vicina alla Silkwood e per prepararsi al ruolo incontrò diverse persone che l'avevano conosciuta in modo da scoprire i vari aspetti della sua personalità. Successivamente ha recitato nuovamente accanto a Robert De Niro nel film sentimentale Innamorarsi di Ulu Grosbard, che le vale il David di Donatello; compare quindi con Sting e Tracey Ullman in Plenty di Fred Schepisi.
Con l'uscita di La mia Africa, diretto da Sydney Pollack, Meryl Streep viene confermata nell'olimpo di Hollywood. Meryl Streep interpreta Blixen, mentre Robert Redford impersona Denys Finch-Hatton, un cacciatore con cui Karen Blixen vive una romantica storia d'amore. L'attrice e il regista si scontrarono diverse volte durante i 101 giorni di riprese in Kenya, in particolare sulla voce di Blixen. Streep aveva visto così tanti video di Blixen che iniziò a parlare in modo aristocratico e vecchio stile, mentre Pollack lo trovava eccessivo. Con un notevole successo commerciale e di critica, Streep riceve la sesta candidatura per un Oscar e la pellicola vince l'Oscar al miglior film.
Successivamente verrà notato che il successo di La mia Africa portò una reazione negativa contro Streep negli anni successivi, in particolare perché iniziò a chiedere $4 milioni per film. Le pellicole successive non ebbero lo stesso successo: Heartburn - Affari di cuore di Mike Nichols e in Ironweed di Héctor Babenco. Nel 1988 è nel cast di Un grido nella notte, in cui interpreta Lindy Chamberlain, una donna australiana che viene erroneamente creduta responsabile della morte della figlia, in realtà rapita e uccisa da un dingo. Girato in Australia, Meryl Streep vince l'AACTA Award alla miglior attrice e il Prix d'interprétation féminine al Festival di Cannes.
Verso la fine degli anni ottanta, dopo aver interpretato solo parti drammatiche, sembra rivolgersi anche alla commedia: è il caso di She-Devil - Lei, il diavolo di Susan Seidelman, una satira che parodia l'ossessione della società per la bellezza e la chirurgia plastica. Nonostante la pellicola non sia stata particolarmente apprezzata, i critici hanno premiato l'interpretazione di Meryl Streep.

### Anni novanta

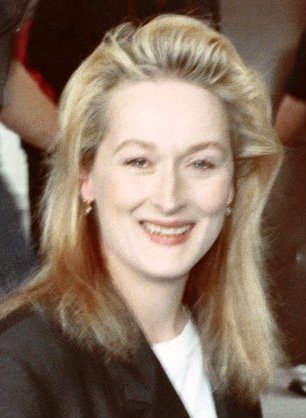
Meryl Streep ai Grammy Awards 1990

La biografa Karen Hollinger descrive i primi anni novanta come un declino nella popolarità di Meryl Streep, attribuendo la causa alla percezione da parte della critica che le varie commedie a cui ha partecipato fossero solamente un tentativo di trasmettere un'immagine più leggera dopo una serie di pellicole drammatiche e commercialmente mediocri e, più probabilmente, alla mancanza di opzioni disponibili per un'attrice sulla quarantina. Meryl Streep commentò che in quel periodo preferiva limitare le sue scelte a pellicole girate a Los Angeles, per restare più vicino alla sua famiglia: «Quando un'attrice arriva alla metà dei quaranta, nessuno è più interessato a lei e se aggiungi anche un paio di bambini al programma, devi scegliere le tue parti con molta cura».
Tra il 1990 e il 1992 ottiene ruoli molto diversi fra loro; interpreta un'attrice di B-movie in Cartoline dall'inferno con Dennis Quaid e Shirley MacLaine nel 1990; nel 1991 gira Prossima fermata: paradiso di Albert Brooks e nel 1992 partecipa al film La morte ti fa bella di Robert Zemeckis con Goldie Hawn e Bruce Willis, per il quale viene nominata al Golden Globe e al Saturn Award come miglior attrice protagonista. Streep ha persuaso lo sceneggiatore David Koepp a riscrivere diverse scene, in particolare quelle in cui il suo personaggio ha una storia con un uomo più giovane. Sette mesi di riprese sono il periodo più lungo della carriera di Meryl Streep e dichiarò di averle trovate lunghe e noiose, anche per via degli effetti speciali. Per via delle allergie dell'attrice a diversi cosmetici, il dipartimento del trucco ha dovuto creare delle protesi speciali per poterla invecchiare fino all'età di 54 anni, nonostante Streep abbia dichiarato di sembrare più vicino ai 70. La pellicola fu un successo commerciale e incassò 15.1 milioni di dollari in soli cinque giorni, ma la performance della Streep non fu generalmente ben accolta.
Nel 1993 è con Jeremy Irons, Glenn Close e Winona Ryder in La casa degli spiriti, diretto da Bille August e tratto dall'omonimo romanzo di Isabel Allende. L'anno successivo gira The River Wild - Il fiume della paura, diretta da Curtis Hanson e affiancata da David Strathairn e Kevin Bacon.
Nel 1995 arriva il suo film più di successo del decennio I ponti di Madison County, con la regia di Clint Eastwood. Il film racconta la storia di Robert Kincaid, fotografo del National Geographic, che ha una relazione con una donna italiana sposata, Francesca. A Streep l'omonimo romanzo di Robert James Waller su cui è basato il film non piacque, ma trovò la scenaggiatura come un'occasione speciale per un'attrice di 46 anni. Per il film l'attrice si ispirò a Sophia Loren ed Anna Magnani e visionò Mamma Roma di Pier Paolo Pasolini. La pellicola ha incassato $70 milioni negli Stati Uniti ed ha anche ricevuto pareri molto positivi da parte della critica, che elogiò in particolare l'interpretazione della Streep, che le valse anche una candidatura agli Oscar come miglior attrice e la regia di Eastwood, ritenuta una delle migliori da lui mai realizzate. Il film è anche classificato al 90º posto dalla AFI's 100 Years... 100 Passions, lista che include i 100 migliori film romantici della storia del cinema.

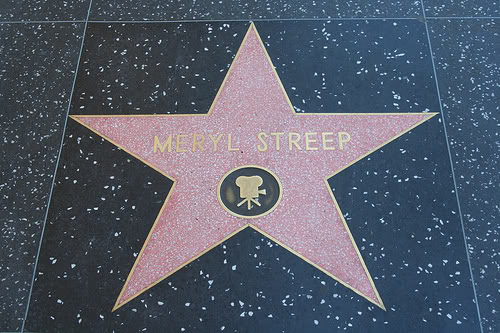
La stella della Hollywood Walk of Fame dell'attrice

L'anno successivo recita la parte della sorella di Bessie (Diane Keaton), una donna che lotta contro la leucemia, in La stanza di Marvin; nel film sono presenti anche Robert De Niro e Leonardo DiCaprio. Nel 1998 è nel cast con Michael Gambon e Catherine McCormack in Ballando a Lughnasa, presentato in concorso alla 55ª Mostra internazionale d'arte cinematografica di Venezia. Lo stesso anno partecipa a La voce dell'amore per interpretare una casalinga con il cancro. Il critico cinematografico del Los Angeles Times Kenneth Turan ha dichiarato che il suo ruolo «è uno dei meno appariscenti e drammatici della sua carriera, ma lei aggiunge un livello di onestà e realtà che rende la sua performance una delle sue più commoventi».

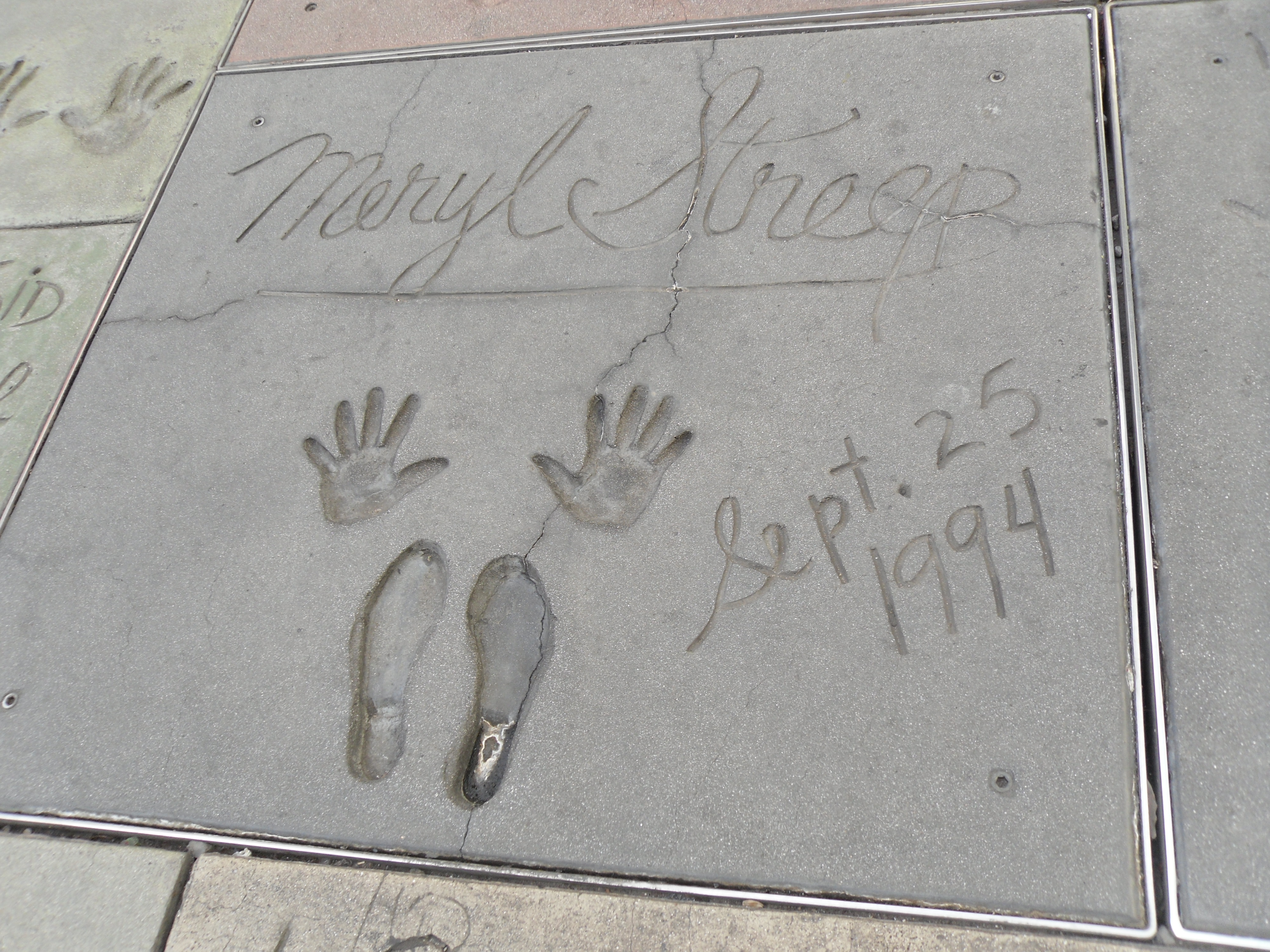
Le impronte di Meryl Streep al Grauman's Chinese Theatre, datate 25 settembre 1994

Il 16 settembre 1998 Meryl Streep riceve la stella sulla Hollywood Walk of Fame, collocata al 7016 Hollywood Blvd.
Nel 1999 interpreta Roberta Guaspari, una donna newyorkese con la passione per il violino, nello struggente film di Wes Craven La musica del cuore. La parte era stata precedentemente assegnata a Madonna. Per la parte Streep doveva saper suonare il violino e, in preparazione, ha dovuto allenarsi intensivamente per due mesi, cinque o sei ore al giorno. Ha ricevuto per questo ruolo la dodicesima candidatura all'Oscar come miglior attrice, al Golden Globe e al SAG AWARD.

### Anni duemila
Nel 2001 partecipa al film di Steven Spielberg A.I. - Intelligenza artificiale, in un ruolo di doppiaggio, e presenta il Nobel Peace Prize Concert con Liam Neeson, tenutosi ad Oslo l'11 dicembre 2001, in onore dei vincitori del Premio Nobel, delle Nazioni Unite e di Kofi Annan. Lo stesso anno ritorna in teatro per la prima volta in vent'anni nella rappresentazione teatrale de Il gabbiano di Anton Čechov. Streep interpreta Arkadina, diretta da Mike Nichols e affiancata da Kevin Kline, Natalie Portman, John Goodman, Marcia Gay Harden, Stephen Spinella, Debra Monk, Larry Pine e Philip Seymour Hoffman. Anche il figlio dell'attrice, Henry Gummer, è presente nella rappresentazione, nel ruolo di Yakov, un operaio.
Sempre nel 2001 inizia a lavorare sulla commedia drammatica di Spike Jonze Il ladro di orchidee, in cui interpreta la giornalista Susan Orlean. Il ruolo le regala il quarto Golden Globe come migliore attrice non protagonista. Francesco Alò su Il Messaggero scriverà: "Cage, Streep e Cooper sembrano recitare per la prima volta tanto sono appassionati". È poi apparsa nel ruolo di Clarissa, una editrice letteraria di mezza età omosessuale, accanto a Nicole Kidman e Julianne Moore nel film The Hours, diretto da Stephen Daldry e basato sul romanzo di Michael Cunningham, vincitore del premio Pulitzer Le ore. Presentato alla 53ª edizione del Festival internazionale del cinema di Berlino, tutte e tre le attrici ricevono per la loro performance l'Orso d'argento per la migliore attrice.
Nel 2003 ha un cameo in cui interpreta sé stessa in Fratelli per la pelle di Peter e Bobby Farrelly e lavora nuovamente con Mike Nichols nella miniserie televisiva di HBO Angels in America con Al Pacino ed Emma Thompson. Basata sull'opera teatrale Angels in America - Fantasia gay su temi nazionali di Tony Kushner, la serie tratta, in modo perlopiù onirico, la condizione degli omosessuali negli Stati Uniti d'America reganiani, focalizzandosi sulle reazioni a seguito del diffondersi dell'AIDS. Streep interpreta quattro ruoli e viene riconosciuta sia con un Emmy come miglior attrice protagonista in una miniserie o film, che con un Golden Globe come miglior attrice in una mini-serie o film per la televisione.

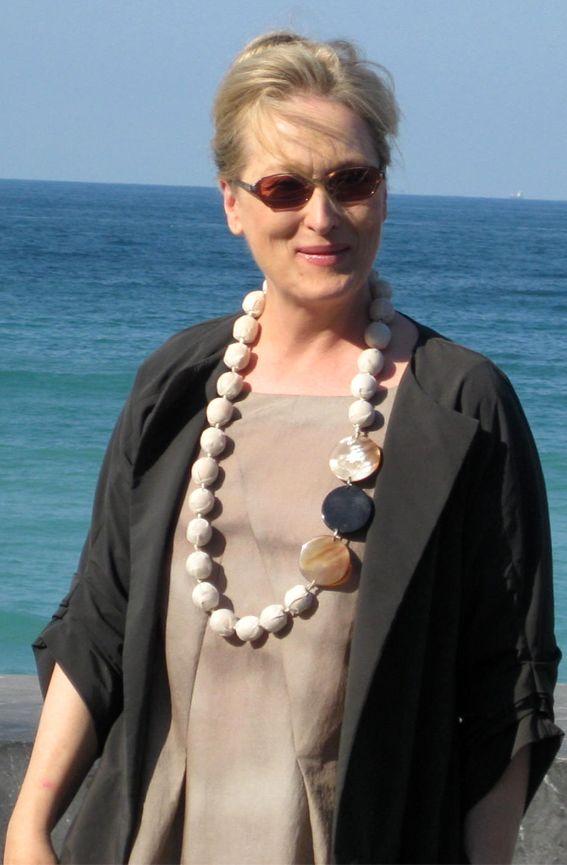
Meryl Streep al Festival internazionale del cinema di San Sebastián 2008

L'anno successivo gira The Manchurian Candidate di Jonathan Demme, remake del film del 1962 Va' e uccidi di John Frankenheimer. Al fianco di Denzel Washington, l'attrice interpreta una senatrice degli Stati Uniti, madre manipolatrice di un candidato vice-presidente. Mick LaSalle del San Francisco Chronicle ha parlato in termini particolarmente positivi della sua interpretazione, paragonando la sua figura nel film a quella di Hillary Clinton (come aspetto fisico) e Karen Hughes (come energia) e definendola "...un piacere da guardare - e una meraviglia - ogni secondo che è sullo schermo". Sempre nel 2004 interpreta il ruolo di zia Josephine in Lemony Snicket - Una serie di sfortunati eventi con Jim Carrey. Nel 2005 è in Prime di Ben Younger, nei panni della Dr.ssa Lisa Metzger, la psicoterapeuta di una donna d'affari divorziata e solitaria, interpretata da Uma Thurman, che ha una relazione con David, un giovane pittore di ventitré anni. Il film ha incassato un totale di 22 827 153 dollari negli USA.
Tra agosto e settembre 2006 Meryl Streep è nella recita teatrale Madre Coraggio e i suoi figli al Delacorte Theater in Central Park. L'attrice recita nello spettacolo di tre ore e mezza con Kevin Kline ed Austin Pendleton, su sceneggiatura rivisitata da Tony Kushner. Nello stesso periodo Robert Altman la vuole nella sua ultima opera, Radio America. Con un cast composto da Lindsay Lohan, Tommy Lee Jones, Kevin Kline e Woody Harrelson, la pellicola segue la storia di una piccola stazione radio del Minnesota arrivata all'ultima trasmissione. Il film incassa 26 milioni di dollari, soprattutto sul territorio statunitense. Di maggior successo commerciale è stata invece la dissacrante commedia Il diavolo veste Prada, in cui istrioneggia nel ruolo di Miranda Priestly, perfida direttrice di una rivista di moda. Il soggetto è tratto dall'omonimo romanzo di Lauren Weisberger. Nonostante il film in generale abbia ricevuto critiche miste, la performance della Streep è stata ampiamente lodata ed è stata candidata per numerosi premi cinematografici, tra cui l'Oscar e il Golden Globe. Nel cast figurano anche Stanley Tucci e le giovani Anne Hathaway e Emily Blunt.
Nell'aprile 2007 viene programmata la distribuzione di Dark Matter, liberamente ispirato alla storia vera di Lu Gang, uno studente cinese di fisica che ha ucciso quattro membri del corpo docente e uno studente presso la University of Iowa nel 1991. A causa del massacro al Virginia Polytechnic Institute, però, la distribuzione viene spostata al 2008. Streep interpreta poi il capo della CIA, in Rendition - Detenzione illegale del regista Gavin Hood. Desiderosa di essere coinvolta in un thriller politico, Streep ha accolto con piacere l'opportunità di recitare in un genere cinematografico per il quale non è generalmente considerata e ha immediatamente accettato. Nello stesso periodo recita con la figlia maggiore Mamie Gummer in Un amore senza tempo e ha un ruolo in Leoni per agnelli di Robert Redford. Entrambi i film sono stati criticati ed etichettati come "spreco di talento", mentre Streep è stata lodata per la sua presenza "naturale, spontanea e silenziosamente potente".

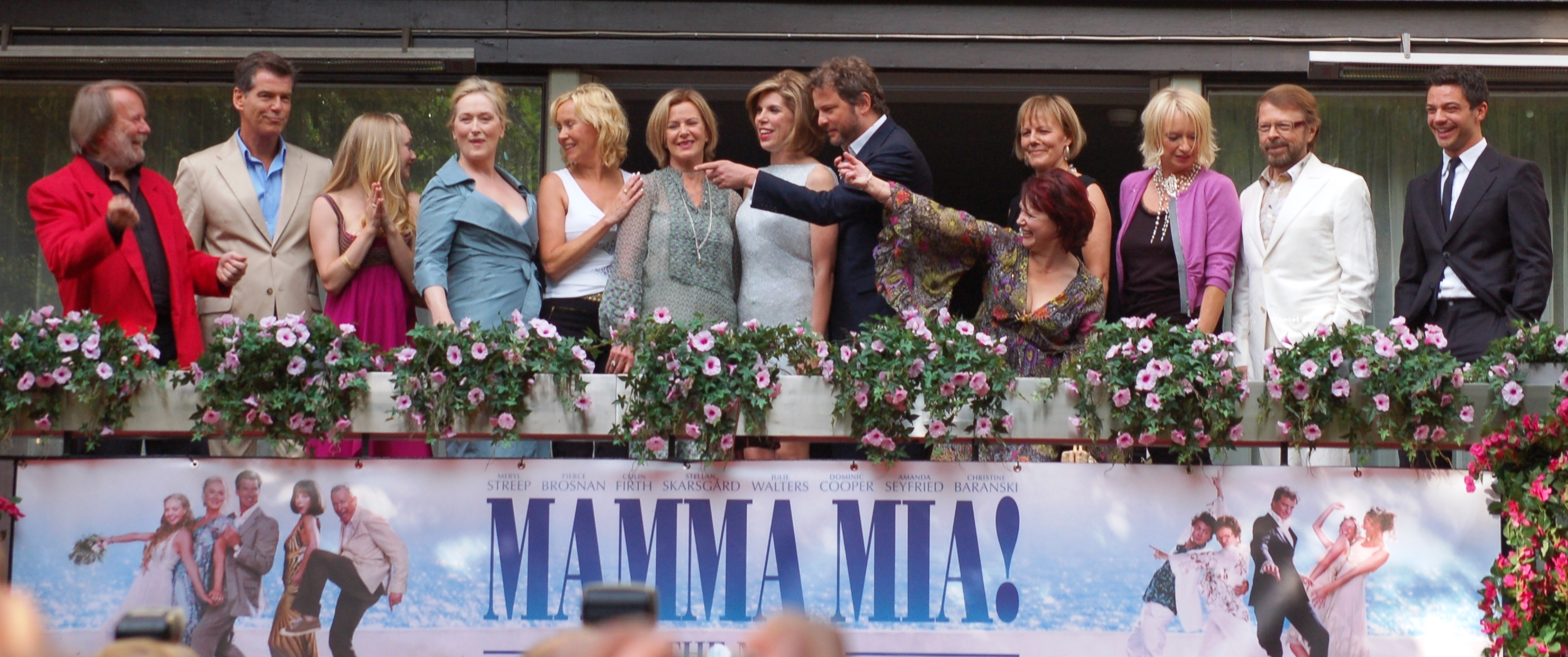
Meryl Streep in Svezia con il cast e i membri degli ABBA alla prima di Mamma Mia! (2008)

Viene poi confermata per il ruolo di Donna Sheridan nella versione cinematografica del musical Mamma Mia!, basato sulle musiche del gruppo svedese ABBA, scritto da Catherine Johnson e diretto da Phyllida Lloyd. Nel cast insieme ad Amanda Seyfried, Pierce Brosnan, Stellan Skarsgård, Colin Firth, Julie Walters e Christine Baranski, Streep interpreta la madre single di Sophie, che non avendo mai incontrato il padre, invita tutte e tre gli ex fidanzati storici della madre al suo matrimonio sull'idilliaca isola greca di Scopelo. L'attrice aveva già visto la versione di Broadway del musical molti anni prima e rimase molto entusiasta dall'offerta di Lloyd di apparire nella versione cinematografica. Per il film ha registrato quattordici canzoni, tra cui Money, Money, Money, Mamma Mia, Dancing Queen e The Winner Takes It All, alcune delle quali ri-entrarono in diverse classifiche in tutto il mondo. Mamma Mia! diventa rapidamente il musical che ha incassato di più nella storia del cinema, guadagnando $144 130 063 negli USA e $465 711 574 nel resto del mondo. Alla 35ª edizione dei People's Choice Awards, la sua versione di Mamma Mia! ha vinto un premio per la canzone preferita di una colonna sonora ed è stata candidata al Grammy Award per il lavoro sulla colonna sonora del film.
Sempre nel 2008 Streep recita in Il dubbio, film drammatico sulla storia di una severa madre superiora di una scuola cattolica nel Bronx nel 1964 che muove accuse di pedofilia contro un carismatico prete che cerca di allentare i rigidi costumi dell'istituto. Il film è diventato un discreto successo al botteghino ed è stato acclamato da molti critici come uno dei migliori film del 2008; ha ottenuto 5 candidature ai Premi Oscar 2009, per l'intero cast Meryl Streep, Philip Seymour Hoffman, Amy Adams e Viola Davis, e per la miglior sceneggiatura non originale.
Nell'estate del 2009 torna sullo schermo affiancata da Stanley Tucci ed Amy Adams con la commedia di Nora Ephron Julie & Julia, in cui interpreta la celeberrima cuoca americana Julia Child. Il film ha chiuso il Festival internazionale del film di Roma 2009, dove è stato presentato fuori concorso. Il film segue parallelamente le vicende di Julie Powell, brillante scrittrice mancata che decide di sperimentare personalmente nel giro di 365 giorni tutte le 524 ricette contenute nel libro di cucina Mastering the Art of French Cooking di Julia Child, e Julia Child stessa mentre si dedica per quasi un decennio alla sua monumentale opera culinario-letteraria. Per questo ruolo ottiene la sua sedicesima candidatura all'Oscar e vince il settimo Golden Globe come migliore attrice in un film commedia o musicale.
Ai Golden Globe 2010, nella stessa categoria, Streep viene candidata anche per il suo lavoro in È complicato. In questa pellicola Streep interpreta una donna che inizia una storia segreta con l'ex-marito 10 anni dopo il divorzio; con Alec Baldwin e Steve Martin riceverà il National Board of Review Award al miglior cast. Nel frattempo presta la voce al film d'animazione di Wes Anderson Fantastic Mr. Fox.

### Anni duemiladieci
Nel 2010 si riunisce con la regista Phyllida Lloyd per The Iron Lady, film biografico sulla vita dell'ex primo ministro britannico Margaret Thatcher. Streep in preparazione al ruolo ha assistito ad una sessione del Parlamento britannico nel 2011, ha visionato alcuni documenti negli archivi di Downing Street e alcuni filmati conservati dalla BBC per studiare la gestualità di Thatcher. Per il ruolo riceve la sua ventiseiesima nomination ai Golden Globe e vincendo per l'ottava volta, vince il secondo British Academy Film Award in trentuno anni, e riceve la diciassettesima nomination agli Oscar vincendo la terza ambita statuetta. Con questo risultato è seconda solo a Katharine Hepburn, che si è aggiudicata quattro titoli, e alla pari con Frances McDormand, Ingrid Bergman, Walter Brennan, Jack Nicholson e Daniel Day-Lewis. Inoltre, le viene assegnato l'orso d'oro alla carriera al Festival internazionale del cinema di Berlino. La famiglia e gli amici di Thatcher hanno criticato la performance della Streep, ritenendola inaccurata.

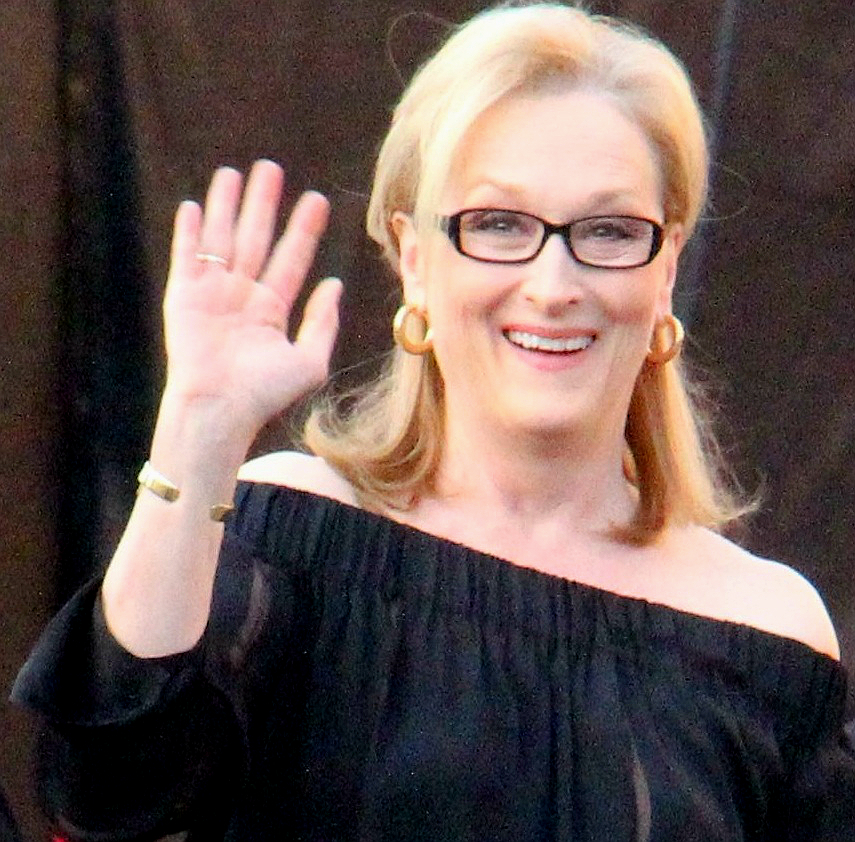
Meryl Streep agli Screen Actors Guild Awards 2014

Nel 2012 con il regista de Il diavolo veste Prada, David Frankel, lavora a Il matrimonio che vorrei, spalleggiata da Tommy Lee Jones e Steve Carell. La pellicola racconta la storia di una coppia di mezza età che frequenta un'intensa settimana di terapia di coppia per riaccendere l'intimità nel loro matrimonio.
L'anno dopo comincia le riprese del film I segreti di Osage County con Julia Roberts ed Ewan McGregor. Basato sulla pièce teatrale di Tracy Letts, vincitrice del Premio Pulitzer, la trama gira attorno ad una famiglia disfunzionale che si riunisce dopo la scomparsa del patriarca. L'uscita è prevista nelle sale statunitensi per il 25 dicembre 2013. Per la versatile interpretazione di Violet Weston, donna meschina e polemica con tutte le fragilità di una donna anziana, Streep ha ottenuto diverse candidature, tra cui al Premio Oscar, al Golden Globe e al SAG Award.
Nel 2014 è in The Giver - Il mondo di Jonas diretto da Phillip Noyce; Streep prima di ricevere la parte dal produttore e co-star Jeff Bridges aveva già letto il romanzo fantascientifico distopico su cui si basa la sceneggiatura, The Giver - Il donatore di Lois Lowry. Inoltre, ha avuto un piccolo ruolo in The Homesman. La pellicola partecipa in concorso alla 67ª edizione del Festival di Cannes, dove è stata proiettata il 18 maggio 2014.
Diretto da Rob Marshall, Into the Woods è l'adattamento cinematografico dell'omonimo musical di Stephen Sondheim a sua volta ispirato da celebri fiabe tradizionali come Cenerentola, Cappuccetto Rosso e Raperonzolo dei Fratelli Grimm e Jack e la pianta di fagioli. Uscito nelle sale statunitensi il 25 dicembre 2014, l'attrice ha la parte della strega. Streep viene candidata per il premio Oscar come miglior attrice non protagonista, il Golden Globe come miglior attrice non protagonista e vince l'MTV Movie Award come miglior cattivo.

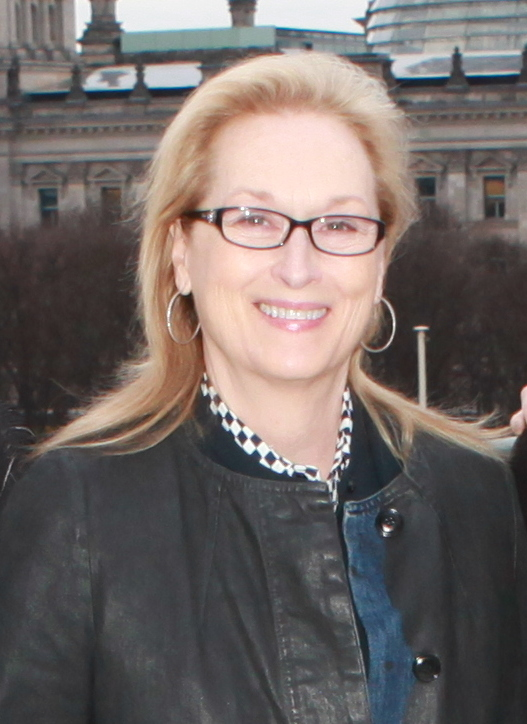
Meryl Streep a Berlino nel 2016

Nel 2015 recita nella commedia musicale Dove eravamo rimasti del regista Jonathan Demme nel ruolo di Linda, una rock star ormai sulla via del tramonto che, per seguire la sua passione musicale, ha abbandonato la famiglia in Indianapolis e si è costruita una nuova vita a Los Angeles formando una band, The Flash. Nel cast anche la figlia, Mamie Gummer, Kevin Kline e Sebastian Stan. L'altro film dell'anno di Meryl Streep è Suffragette in cui interpreta l'attivista e politica britannica Emmeline Pankhurst, a fianco diCarey Mulligan, Helena Bonham Carter, Brendan Gleeson, Anne-Marie Duff, Ben Whishaw e Romola Garai.
Il 25 settembre 2015 viene lanciata in tutto il mondo l'iniziativa The Global Goals, che vede l'attrice tra le protagoniste, unitamente ad altri attivisti e artisti tra i quali Malala Yousafzai, Anastacia, Stephen Hawking, Stevie Wonder, Kate Winslet, Bill Gates e Melinda Gates, la regina Rania di Giordania, Jennifer Lopez e molti altri. I leader mondiali si sono impegnati a rispettare 17 obiettivi globali da realizzare nei prossimi 15 anni, tra cui i più importanti sono eliminare la povertà estrema, combattere la disuguaglianza, le ingiustizie e sistemare il cambiamento climatico.
Dopo essere stata la presidente della giuria internazionale della 66ª edizione del Festival internazionale del cinema di Berlino, Streep recita nel film di Stephen Frears, Florence. Basato sulla vera storia di Florence Foster Jenkins, un soprano che divenne famosa per la sua completa mancanza di doti canore, il film ha riscosso un buon successo di pubblico e critica, ricevendo quattro candidature ai Golden Globe 2017. Per questo film l'attrice è stata candidata all'Oscar come miglior attrice protagonista, conquistando la sua ventesima candidatura al prestigioso premio. Nel dicembre 2017 esce The Post, film diretto da Steven Spielberg che vede come protagonista Streep insieme a Tom Hanks. La pellicola narra la vicenda della pubblicazione dei Pentagon Papers, documenti top secret del dipartimento della difesa degli Stati Uniti d'America, prima sul New York Times e poi sul Washington Post nel 1971. Per l'interpretazione di Katharine "Kay" Graham Streep viene candidata all'Oscar, come miglior attrice protagonista, per la ventunesima volta.
Nel 2018 ha una piccola parte in Mamma Mia! Ci risiamo in cui interpreta nuovamente Donna Sheridan e recita nel film Il ritorno di Mary Poppins diretto da Rob Marshall.

### Anni duemilaventi
Nel 2020 viene scritturata per il ruolo della protagonista nel film Netflix The Prom e nella commedia drammatica Lasciali parlare, mentre l'anno successivo entra a far parte del cast di Don't Look Up (al fianco di Leonardo DiCaprio, Jennifer Lawrence e Cate Blanchett), nel ruolo della Presidente degli Stati Uniti Janie Orlean. La pellicola si rivelerà uno dei film più apprezzati (e controversi) dell'anno, ottenendo, tra le altre, la candidatura all'Oscar al miglior film nel 2022.
Dal 2023 entra a far parte del cast della serie Only Murders in the Building, al fianco di Steve Martin, Martin Short e Selena Gomez.

## Vita privata
Meryl Streep è stata fidanzata per 2 anni con John Cazale, suo co-protagonista ne Il cacciatore, fino alla sua morte, sopraggiunta per un cancro ai polmoni il 13 marzo 1978. Il 30 settembre 1978 ha sposato lo scultore Don Gummer. I due hanno quattro figli: Henry (1979), musicista conosciuto col nome di Henry Wolfe, Mamie, Grace e Louisa. Nel 2019 diventa nonna per la prima volta, da parte di Mamie. A ottobre 2023 la coppia rende ufficiale la propria separazione, dopo 45 anni di matrimonio.
Attiva nella lotta contro la violenza sulle donne, nel corso degli anni si è anche più volte schierata a favore dei diritti della comunità LGBT, divenendo di fatto un'icona di tale comunità, grazie anche alle sue interpretazioni in film come Manhattan, La morte ti fa bella, She-Devil - Lei, il diavolo, The Hours, Il diavolo veste Prada e Mamma Mia!.

## Opere dedicate
Meryl Streep, attraverso i personaggi dei suoi più grandi film, è il filo conduttore che lega le protagoniste del romanzo Il club di Meryl Streep di Mia March.

## Teatro
- The Frogs, colonna sonora di Stephen Sondheim, libretto e regia di Burt Shevelove. Yale Repertory Theatre di New Haven (1974)
- The Idiots Karamazov, di Christopher Durang e Albert Innaurato, regia di William Peters. Yale Repertory Theatre di New Haven (1974)
- Trelawny of the Wells, di Arthur Wing Pinero, regia di A. J. Antoon. Vivian Beaumont Theatre di Broadway (1975)
- The Shaft of Love, di Charles Dizenzo, regia di David Schweizer. Yale Repertory Theatre di New Haven (1975)
- Sogno di una notte di mezza estate, di William Shakespeare, regia di Alvin Epstein. Yale Repertory Theatre di New Haven (1975)
- Happy End, libretto di Elisabeth Hauptmann, parole di Bertolt Brecht, colonna sonora di Kurt Weill, regia di Michael Posnick. Yale Repertory Theatre di New Haven (1975)
- 27 Wagons Full of Cotton, di Tennessee Williams, regia di Arvin Brown. Playhouse Theatre di Broadway (1976)
- Enrico V, di William Shakespeare, regia di Joseph Papp. Delacorte Theater di New York (1976)
- Misura per misura, di William Shakespeare, regia di John Pasquin. Delacorte Theater di New York (1976)
- Happy End, libretto di Elisabeth Hauptmann, parole di Bertolt Brecht, colonna sonora di Kurt Weill, regia di Robert Kalfin. Chelsea Theatre di New York e Martin Beck Theatre di Broadway (1977)
- La bisbetica domata, di William Shakespeare, regia di Wilford Leach. Delacorte Theater di New York (1978)
- Taken in Marriage, di Thomas Babe, regia di Robert Allan Ackerman. Public Theater di New York (1979)
- Alice in Concert, libretto e colonna sonora di Elizabeth Swados, regia di Joseph Papp. Public Theater di New York (1980)
- Il gabbiano, di Anton Čechov, regia di Mike Nichols. Delacorte Theater di New York (2001)
- Theater of the New Year, di Joel ed Ethan Coen, regia di Charlie Kaufman. St Anne's Wharehouse di New York, Royal Festival Hall di Londra, UCLA di Los Angeles (2005)
- Madre Coraggio e i suoi figli, di Bertolt Brecht, regia di George C. Wolfe. Delacorte Theater di New York (2006)

## Riconoscimenti
Meryl Streep detiene il record per il maggior numero di candidature ad un attore/attrice al Premio Oscar; infatti, è stata nominata ben 21 volte, dalla sua prima candidatura nel 1979 per Il cacciatore. In totale ne ha 17 per la migliore attrice protagonista e 4 per la migliore attrice non protagonista. Ha vinto tre premi Oscar: un Oscar alla miglior attrice non protagonista nel 1980 per Kramer contro Kramer e l'Oscar alla miglior attrice nel 1983 per La scelta di Sophie e nel 2012 per The Iron Lady. Inoltre è l'interprete con più candidature al premio Golden Globe; 31 sono infatti le nomination e 9 le sue vittorie. Ai Golden Globe 2017 ha ricevuto il Golden Globe alla carriera, premio Cecil B. DeMille.
Nel 2009 ha ricevuto un dottorato onorario di Belle Arti alla Università di Princeton. Nel 2010 è stata eletta alla American Academy of Arts and Letters e le è stato assegnato un onorario Doctor of Arts dalla Università di Harvard. Il 14 febbraio 2012 ha ricevuto l'Orso d'oro alla carriera al Festival di Berlino.
Secondo una stima, i film dell'attrice dovrebbero avere guadagnato complessivamente 2 miliardi di dollari, con una media di quasi 39 milioni di dollari a film.

## Doppiatrici italiane
Nelle versioni in italiano delle opere in cui ha recitato, Meryl Streep è stata doppiata da:
- Maria Pia Di Meo in Il cacciatore, Olocausto, Kramer contro Kramer, Silkwood, Innamorarsi, Plenty, La mia Africa, She-Devil - Lei, il diavolo, Cartoline dall'inferno, La morte ti fa bella,[101] I ponti di Madison County, Prima e dopo, La stanza di Marvin, Un passo verso il domani, La musica del cuore, Il ladro di orchidee, The Hours, Fratelli per la pelle, Angels in America, Lemony Snicket - Una serie di sfortunati eventi, Prime, Radio America, Il diavolo veste Prada, Un amore senza tempo, Rendition - Detenzione illegale, Leoni per agnelli, Il dubbio, Julie & Julia, I Knew It Was You, The Iron Lady, Web Therapy, Il matrimonio che vorrei, I segreti di Osage County, The Giver - Il mondo di Jonas, Into the Woods, Suffragette, Florence, The Post, Big Little Lies - Piccole grandi bugie, Piccole donne, Don't Look Up, Only Murders in the Building
- Rossella Izzo in La seduzione del potere, La scelta di Sophie, Heartburn - Affari di cuore, Ironweed, Un grido nella notte, Prossima fermata: paradiso, La casa degli spiriti, The River Wild - Il fiume della paura, La voce dell'amore, The Manchurian Candidate, Mamma Mia!, È complicato
- Marina Tagliaferri in Dove eravamo rimasti, Il ritorno di Mary Poppins, Panama Papers, The Prom, Lasciali parlare, Extrapolations - Oltre il limite
- Melina Martello in Giulia
- Ada Maria Serra Zanetti in Manhattan
- Alba Cardilli in La donna del tenente francese
- Eva Ricca in Una lama nel buio
- Ludovica Modugno in Ballando a Lughnasa
- Anna Rita Pasanisi in Dark Matter
- Antonella Giannini in The Homesman
- Lisa Mazzotti in Olocausto (ridoppiaggio)
- Lorella De Luca in La musica del cuore (ridoppiaggio)

Da doppiatrice è sostituita da:
- Maria Pia Di Meo in King of the Hill, A.I. - Intelligenza artificiale, Fantastic Mr. Fox
- Laura Boccanera ne I Simpson
- Cristina Boraschi in Ant Bully - Vita da formica